# Mariëlle Tweebeeke
Mariëlle Tweebeeke (Koog aan de Zaan, 17 juli 1971) is een Nederlandse journaliste en presentatrice.
Tweebeeke studeerde Arbeid- & Organisatiesociologie aan de Universiteit van Amsterdam (1997). Hierna begon zij haar eigen bedrijf in werving en selectie van personeel. In 2001 maakte zij de overstap naar de journalistiek bij de Amsterdamse zender AT5. Voor deze zender was zij eerst verslaggever economie en later politiek verslaggever. Daarnaast presenteerde Tweebeeke een aantal live interview- en discussieprogramma’s.
Tweebeeke was van 2007 tot 2010 presentatrice van het RTL Nieuws waar zij Loretta Schrijver opvolgde. Voor de uitzending van half acht vormde zij een vast duo met Roelof Hemmen. Vanaf 2009 was Tweebeeke daar tevens researchredacteur en verslaggever. Daarnaast presenteerde zij met Rick Nieman verschillende liveprogramma's zoals een special rondom de kredietcrisis (2009) en het RTL-verkiezingsdebat in Carré (2010). Op vrijdag 30 juli 2010 presenteerde Tweebeeke haar laatste RTL Nieuws-uitzending, ze werd opgevolgd door Margreet Spijker.
Sinds 6 september 2010 presenteert zij namens de NOS het actualiteitenprogramma Nieuwsuur, de opvolger van het langlopende NOVA.

## Kenmerkende gebeurtenissen
In 2010 kwam zij uitgebreid in het nieuws dankzij een verkiezingsdebat voor de Tweede Kamerverkiezingen dat zij leidde. Jan Peter Balkenende weerde een meermalen herhaalde vraag van haar over mogelijke coalitievorming af met de woorden: "U kijkt zo lief". Balkenende gaf achteraf aan tot excuses bereid te zijn maar Tweebeeke vond dit niet nodig. Dit fragment werd tijdens het Gouden Televizier-Ring Gala 2010 gekozen tot tv-moment van het jaar.
In 2012 won Tweebeeke de Sonja Barend Award, de vakprijs voor het beste televisie-interview. In het winnende interview ondervraagt Tweebeeke producent Reinout Oerlemans en het bestuur van het VU medisch centrum over het controversiële programma 24 uur: tussen leven en dood waarin patiënten van de spoedeisende hulp met verborgen camera's worden gefilmd. De dag na dit interview werd het programma door RTL 4 geschrapt.
In 2013 kreeg Tweebeeke samen met Nieuwsuur-verslaggever Bas Haan De Tegel uitgereikt, de jaarprijs voor de journalistiek.
Samen met haar oud-RTL-collega Rick Nieman interviewde Tweebeeke kroonprins Willem-Alexander en prinses Máxima voorafgaand aan de inhuldiging op 30 april 2013 .
In 2021 ontving Tweebeeke namens Nieuwsuur de Zilveren Nipkowschijf voor de interviewreeks in aanloop naar de Tweede Kamerverkiezingen van 2021.
In mei 2022 reisde Tweebeeke af naar het door oorlog getroffen Oekraïne waar zij als een van de eerste buitenlandse journalisten een interview had met president Zelensky. De live uitzending vanuit Kiev moest bijna worden geannuleerd vanwege een luchtalarm. Voor haar interview met Zelensky won Tweebeeke in oktober 2022 voor de tweede maal in haar carrière de Sonja Barend Award.
Volgens Broadcast Magazine behoort Tweebeeke tot de 25 meest invloedrijke mensen in de Nederlandse omroep.

## Persoonlijk
Tweebeeke groeide op in het Noord-Hollandse Midwoud. Ze woont met haar vriend in Amsterdam en heeft twee kinderen.